# Pilea moragana
Pilea moragana är en nässelväxtart som beskrevs av Al.Rodr. och A.K.Monro. Pilea moragana ingår i släktet pileor, och familjen nässelväxter. Inga underarter finns listade i Catalogue of Life.